# Neologická synagoga (Brašov)
Neologická synagoga (rumunsky Sinagoga Neologă, maďarsky Neológ zsinagóga) v Brašově je stavba ze začátku 20. století, nacházející se na ulici Poarta Șchei v historickém centru města v Brašovské župě v rumunském Sedmihradsku. Od roku 2015 je zapsána na tamějším seznamu kulturních památek.

## Charakteristika a historie
Podle historických údajů existovala židovská komunita v Brašově už v roce 1807, oficiálně však existovala až od roku 1826. V roce 1877 se komunita rozdělila na neologické a ortodoxní věřící. V roce 1890 bylo v Brašově 769 Židů, v roce 1940 jich zde žilo téměř 6000. Po druhé světové válce emigrovala většina brašovské židovské komunity do tehdejší Palestiny. Podle sčítání lidu v roce 1956 v Brašově žilo 1759 Židů a jejich počet od té doby neustále klesal.
Synagoga byla postavena pro komunitu židovských věřících neologického ritu v Brašově na základě návrhu maďarského architekta Leopolda Baumhorna v letech 1899 až 1901. Oficiální otevření synagogy proběhlo 20. srpna 1901. Druhá synagoga, ortodoxní, postavená v roce 1924, stojí na brašovské ulici Castelului.
V rámci synagogy existovala pro brašovskou židovskou komunitu i košer restaurace a zdravotní středisko.
V průběhu druhé světové války v roce 1941 v období represí vůči židovskému obyvatelstvu byla synagoga vážně poškozena a později musela být zrenovována. Represe v Brašově byly mírnější než na jiných místech Evropy. Brašovským Židům, kterých zde žilo kolem šesti tisíc, nehrozily deportace a její příslušníci byli v Brašově v relativním bezpečí. Byli „jen“ vyloučeni z veřejného a ekonomického života, označeni a nemohli vykonávat některá povolání.
V roce 2001, u příležitosti sta let od dokončení výstavby a otevření, byla synagoga kompletně restaurována.
Synagoga, stojící v historickém centru Brašova na ulici Poarta Şchei, je trojlodní bazilika v maurském neogotickém slohu, přičemž na rámech dveří a oken se nacházejí prvky připomínající gotický a románský sloh. Celková zastavěná plocha synagogy dosahuje 657 m². Stavba byla dokončena v srpnu 1901, v roce 1915 byly na fasádu budovy přidány některé secesní prvky. Budova získala statut kulturní historické památky v roce 2004.
Synagoga je otevřená pro zbylé židovské věřící v Brašově, je ale přístupná i turistům.

## Galerie

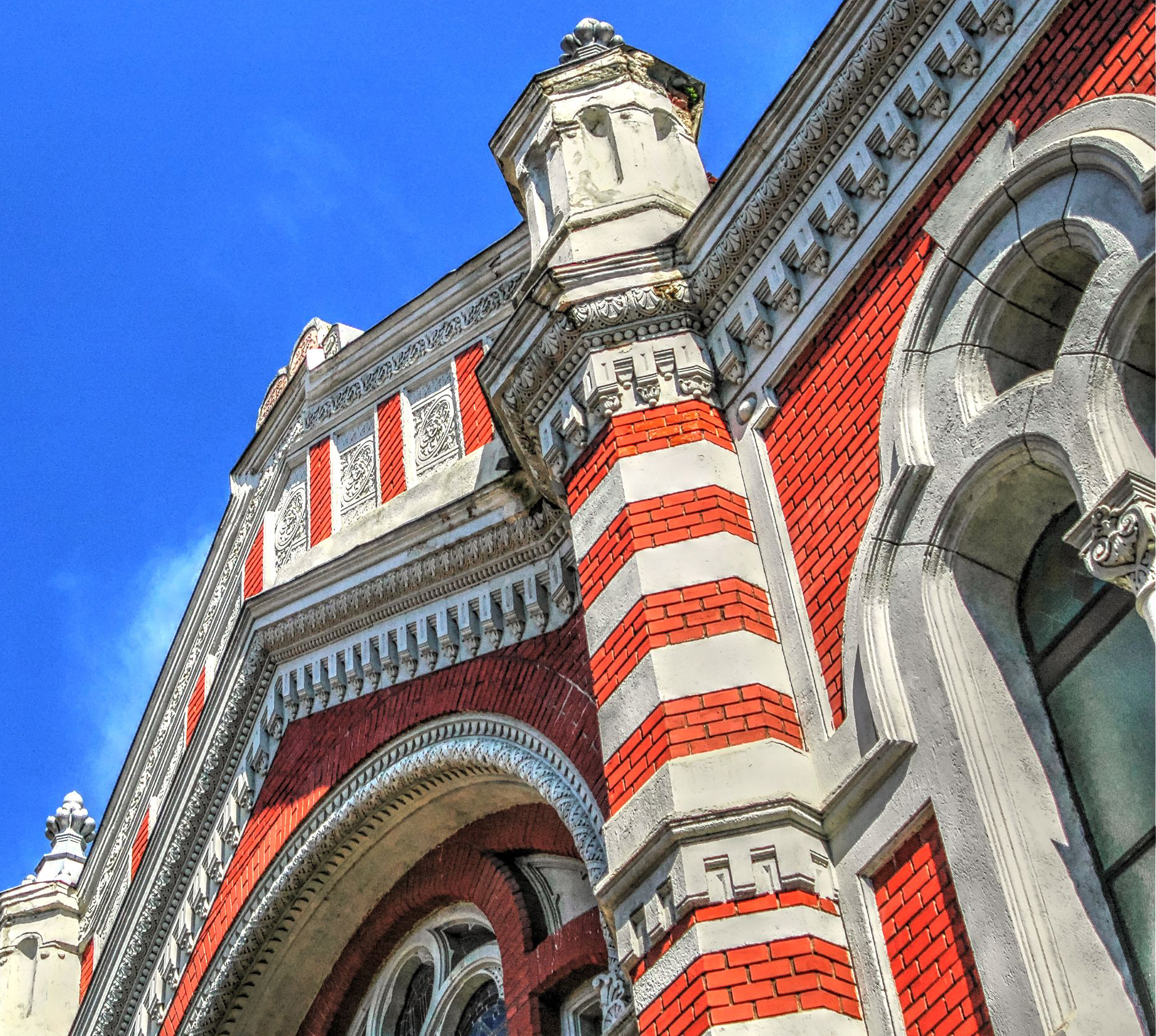
Detail horní části přední fasády synagogy
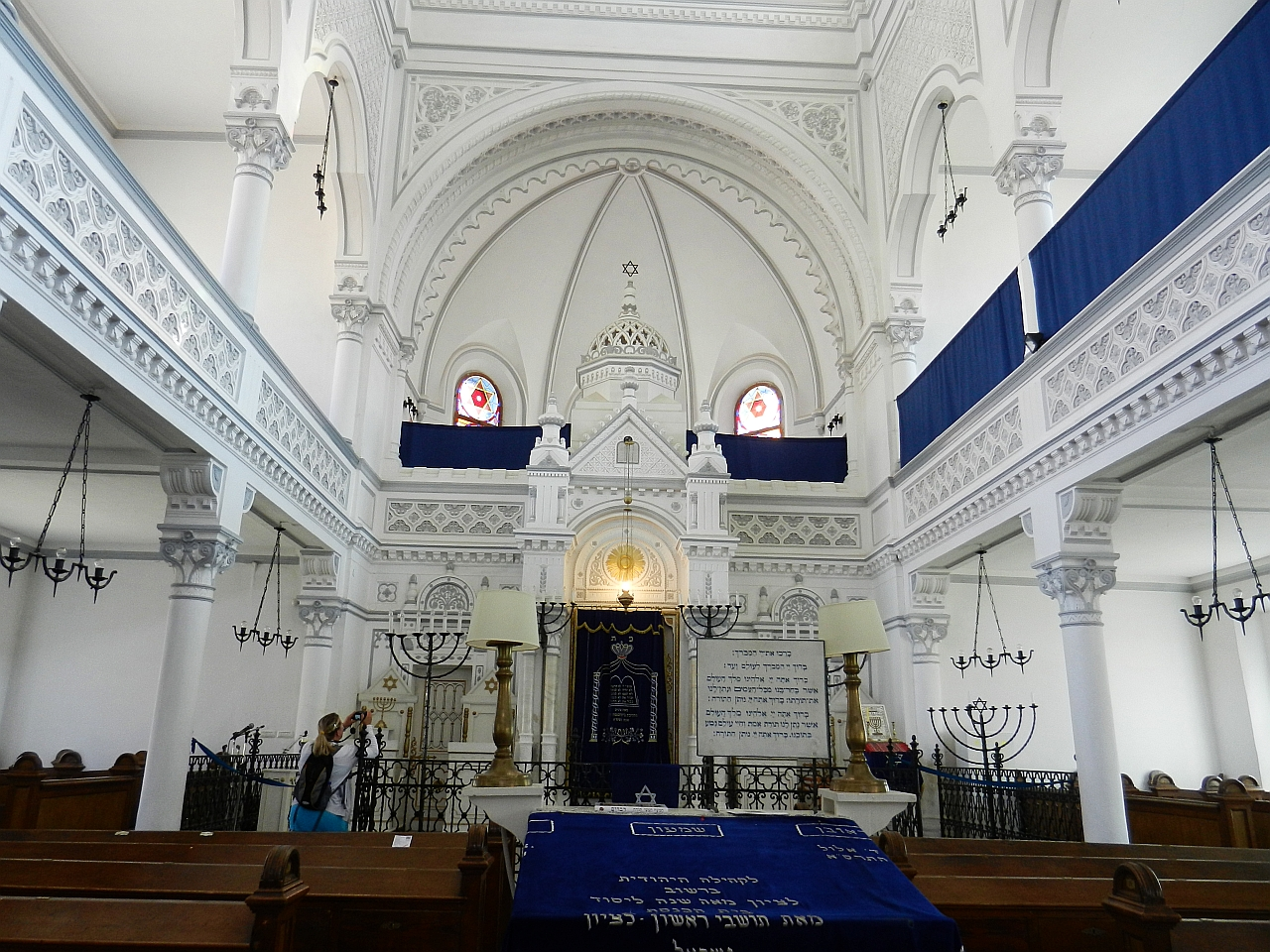
Interiér